# Pico das Torres
De Pico das Torres is een bergtop op het Portugese eiland Madeira. De Pico das Torres heeft een hoogte van 1.847 meter, hoewel sommige bronnen verwijzen naar 1.851 en 1.853 meter. De prominentie van slechts 245 meter wordt bepaald door een bergpas op 1.602 meter. De Pico das Torres heeft een dominantie van 1,36 km, zijnde de afstand tot de hogere Pico Ruivo.
De Pico das Torres is na de Pico Ruivo de hoogste berg van Madeira.
De Pico das Torres ligt net als de andere toppen centraal in het oostelijk deel van Madeira, op het grondgebied van de gemeente Santana. De Pico das Torres is door een geoefende bergwandelaar te beklimmen langs het verbindende wandelpad, dat de eenvoudig te bereiken Pico do Arieiro verbindt met de Pico Ruivo.

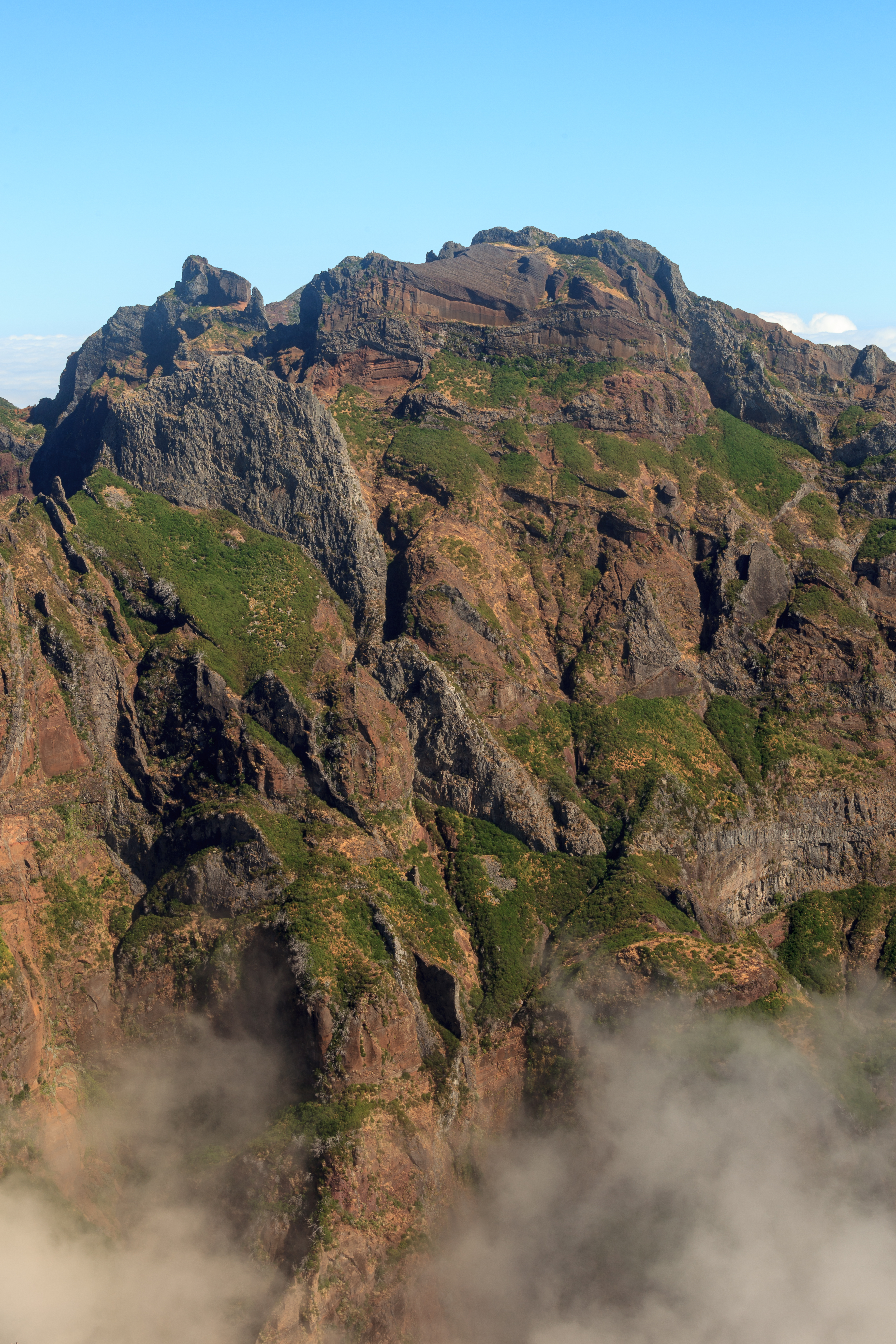
Pico das Torres in 2016